# (1725) CrAO
(1725) CrAO – planetoida z grupy pasa głównego asteroid okrążająca Słońce w ciągu 4 lat i 345 dni w średniej odległości 2,9 au. Została odkryta 20 września 1930 roku w Obserwatorium Simejiz na górze Koszka na Półwyspie Krymskim przez Grigorija Nieujmina. Nazwa planetoidy pochodzi od Krymskiego Obserwatorium Astrofizycznego. Przed nadaniem nazwy planetoida nosiła oznaczenie tymczasowe (1725) 1930 SK.